# Alejandro Gómez (tenisista)
Alejandro Gómez (ur. 14 sierpnia 1991 w Cali) – kolumbijski tenisista.

## Kariera tenisowa
W karierze wygrał jeden deblowy turniej cyklu ATP Challenger Tour. Ponadto zwyciężył w pięciu singlowych oraz siedemnastu deblowych turniejach rangi ITF.
Najwyżej sklasyfikowany w rankingu gry pojedynczej był na 352. miejscu (20 marca 2017), a w klasyfikacji gry podwójnej na 196. pozycji (8 listopada 2021).
W 2021 roku został tymczasowo zawieszony w związku z naruszeniem zasad antydopingowych i wykryciem w jego moczu metabolitów kokainy.

### Zwycięstwa w turniejach ATP Challenger Tour w grze podwójnej
| Końcowy wynik | Nr | Data             | Turniej | Nawierzchnia | Partner                | Przeciwnicy                                     | Wynik finału      |
| ------------- | -- | ---------------- | ------- | ------------ | ---------------------- | ----------------------------------------------- | ----------------- |
| Zwycięzca     | 1. | 18 września 2021 | Quito   | Ceglana      | Thiago Agustín Tirante | Adrián Menéndez-Maceiras Mario Vilella Martínez | 7:5, 6:7(5), 10–8 |